# إنتاج أولي
في علم البيئة، الإنتاج الأولي (بالإنجليزية: Primary production)‏، هو تركيب المركبات العضوية من ثاني أكسيد الكربون في الغلاف الجوي أو المائي. ويحدث ذلك أساساً من خلال عملية التمثيل الضوئي، التي تستخدم الضوء كمصدر للطاقة، ولكنها تحدث أيضا من خلال التركيب الكيميائي، الذي يستخدم أكسدة أو تخفيض المركبات الكيميائية غير العضوية كمصدر للطاقة. وتعتمد جميع الحياة تقريبا على الأرض بصورة مباشرة أو غير مباشرة على الإنتاج الأولي. وتعرف الكائنات المسؤولة عن الإنتاج الأولي بالمنتجين الرئيسيين أو ذاتية التغذية، وتشكل قاعدة السلسلة الغذائية.